# 892
892 (DCCCXCII) var ett normalår som började en skottår i den julianska kalendern.

## Händelser

### April
- April – Hertig Guy av Spoleto kröns till romersk kejsare.

### Okänt datum
- Arnulf av Kärnten anfaller Stormähren.

## Födda
- Ai av Tang, tangdynastins siste kejsare.
- Gaozu av senare Jin, kinesisk kejsare.

## Avlidna
- Ahmad ibn Yahya al-Baladhuri, arabisk historieskrivare.
- Branimir, furste